# 38-я отдельная гвардейская мотострелковая бригада
38-я отдельная гвардейская мотострелковая Витебская ордена Ленина, Краснознамённая, ордена Суворова бригада (38 омсбр, в/ч 21720) — тактическое соединение Сухопутных войск Российской Федерации.
Формирование входит в состав 35-й общевойсковой армии Восточного военного округа. Пункт постоянной дислокации — с. Екатеринославка Амурской области.

## История
Ведёт историю от 31-й гвардейской стрелковой дивизии РККА. С июня 1945 г. по 1957 г. дивизия носила наименование 29-я гвардейская механизированная дивизия. 
25 июня 1957 года соединение стало 29-й гвардейской мотострелковой дивизией. В период с 1965 по 1977 годы — 31-я гвардейская мотострелковая дивизия с дислокацией в Каунасе Литовской ССР. 
В 1977 году переформирована в 21-ю гвардейскую танковую дивизию (в/ч 21270), с передислокацией на Дальний Восток. 
В 2009 году переформирована в 38-ю отдельную гвардейскую мотострелковую бригаду. Наследует награды и почётные наименования 31-й гвардейской стрелковой дивизии.

## Состав
- управление;
- 1-й мотострелковый батальон;
- 2-й мотострелковый батальон;
- 3-й мотострелковый батальон;
- танковый батальон;
- 1-й гаубичный самоходно-артиллерийский дивизион;
- 2-й гаубичный самоходно-артиллерийский дивизион;
- реактивный артиллерийский дивизион;
- зенитный ракетный дивизион;
- зенитный дивизион;
- разведывательный батальон;
- инженерно-сапёрный батальон;
- батальон управления (связи);
- батальон материального обеспечения;
- стрелковая рота (снайперов);
- ремонтная рота;
- рота РХБЗ;
- рота БПЛА;
- рота РЭБ;
- комендантская рота;
- медицинская рота;
- батарея управления и артиллерийской разведки (начальника артиллерии);
- взвод управления и радиолокационной разведки (начальника ПВО);
- взвод управления (начальника разведывательного отделения);
- взвод военной полиции
- взвод инструкторов;
- взвод тренажеров;
- полигон;
- оркестр[3].

## Награждённые званием Героя Российской Федерации
- гвардии старший сержант Матреницкий, Николай Петрович, командир танка Т-80 танковой роты, 2023 год.
- гвардии старший лейтенант Пыжов, Виктор Алексеевич,  2024 год.